# Alfonso Agra
Alfonso Agra Tato (Arzúa, La Coruña, 30 de enero de 1959) es un actor y doblador español.

## Trayectoria

### Largometrajes
| Año  | Título                     | Personaje    | Dirección                   |
| ---- | -------------------------- | ------------ | --------------------------- |
| 1994 | A metade da vida           |              | Raúl Veiga                  |
| 2000 | Sé quen es                 |              | Patricia Ferreira           |
| 2002 | Entre bateas               |              | Jorge Coira                 |
| 2002 | Días de boda               |              | Juan Pinzás                 |
| 2003 | Ilegal                     |              | Ignacio Vilar               |
| 2004 | La vida que te espera      |              | Manuel Gutiérrez Aragón     |
| 2004 | Pepe Carvalho              |              | Rafael Monleón              |
| 2005 | Heroína                    |              | Gerardo Herrero             |
| 2005 | Máis ca irmáns             |              | Ramón Costafreda            |
| 2006 | La biblioteca de la iguana |              | Antón Dobao                 |
| 2006 | O bosque de Levas          |              | Antón Dobao                 |
| 2019 | Pardo por la música        | Padre        | Jesús Ponce                 |
| 2020 | El verano que vivimos      | Don Mauricio | Carlos Sedes                |
| 2023 | Os amantes de Abrente      | Dimas        | Giselle Llanio y Ozo Perozo |

### Cortometrajes
| Año  | Título        | Personaje | Dirección            |
| ---- | ------------- | --------- | -------------------- |
| 1984 | Morrer no mar |           | Alfredo García Pinal |
|      |               |           |                      |
|      |               |           |                      |

### Series de Televisión
| Año       | Título                | Personaje                        | Canal               |
| --------- | --------------------- | -------------------------------- | ------------------- |
| 2000-2002 | Mareas vivas          |                                  | TVG                 |
|           | Pratos combinados     | Peláez                           | TVG                 |
| 2001      | Terra de Miranda      |                                  | TVG                 |
| 2007      | O show dos Tonechos   |                                  | TVG                 |
| 2012-2013 | Matalobos             | Díaz                             | TVG                 |
| 2014      | Serramoura            | Teniente Tomás Penedo            | TVG                 |
| 2014      | Códice                | Administrador de la catedral     | TVG                 |
| 2018      | Fariña                | Manuel Bustelo                   | Antena 3            |
| 2018      | Vivir sin permiso     | Científico del Anatómico Forense | Telecinco y Netflix |
| 2020      | Néboa                 | Julio Rivas "Coruxo"             | RTVE                |
| 2020      | El desorden que dejas | Tomás                            | Netflix             |
| 2020      | La lei de Santos      | Guardia Civil de Saramora        | TVG                 |
| 2022      | Un asunto privado     | Director Psiquiátrico            | Prime Video         |
| 2022      | Saudade de ti         | Dimas                            | TVG                 |
| 2024      | El caso Asunta        |                                  | Netflix             |

### Presentador de televisión
| Año  | Programa           | Papel          | Canal      |
| ---- | ------------------ | -------------- | ---------- |
|      | Informativo        |                | Telecidade |
|      | Inocente, Inocente |                | TVG        |
| 2019 | Malo Será!         | Jefe Heladería | TVG        |

### Actor de doblaje
| Año       | Título                      | Personaje    |
| --------- | --------------------------- | ------------ |
| 1990      | As bolas máxicas            | Yamcha       |
| 1991-1995 | Bola de Dragon Z            | Yamcha       |
| 1993      | Dave, presidente por un día |              |
| 1993      | Los Caraconos               |              |
| 1993      | Sliver (acosada)            |              |
| 1996      | Volando libre               |              |
| 1996      | Jóvenes y brujas            |              |
| 1997      | La princesa y los duendes   |              |
| 2005      | Un lugar maravilloso        |              |
| 2006      | Elisa de Rivombrosa         |              |
| 2006      | Orgullo                     |              |
| 2011      | Dragon Ball Z Kai           | Freezer      |
| 2017      | Cars 3                      | Cal Weathers |

### Teatro
Participación en todos los montajes teatrales de la Compañía Artello entre los años 80/90.
Participación en diversos espectáculos del Centro Dramático Gallego: Woycek, Os vellos non deben de namorarse, As alegres casadas, Almas perdidas, Hamlet, Valle Inclán 98.
- O florido pénsil (2011).